# 椎葉厳島神社
椎葉厳島神社（しいばいつくしまじんじゃ）は、宮崎県東臼杵郡椎葉村に鎮座する神社である。鎮座地は、源氏方の武将と平氏遺臣の娘との悲恋物語で有名な那須家住宅（鶴富屋敷）の近く、下福良集落の中央小丘上に位置する（旧上椎葉村）。旧社格は村社。

## 祭神
市杵島姫命と素盞男命を祀る。

## 由緒
壇ノ浦の戦いに破れた平氏の残党が山間の僻地であった当地へ逃れて隠れ住み、元久元年（1204年）に一門の氏神である安芸国厳島社を勧請したものと伝えるが（社伝）、平氏残党追討の命を受けて当地へ下った那須大八郎宗久（与一宗高の弟という）が、平氏の娘である鶴富姫と恋仲になったために人々を宥恕するとともに、宗久によって安芸厳島社から勧請したとも伝わる（『椎葉山根元記』）。
明治以前までは「厳島大明神」と称されて崇敬されて来たが、明治4年（1871年）に現社名に改称した。また明治6年に39の集落が合併されて現椎葉村が出来た関係で、各集落に鎮座していた神社を合祀している。